# A porte chiuse (opera teatrale)
A porte chiuse (Huis clos) è un'opera teatrale del 1944 di Jean-Paul Sartre.
Il dramma ha unità di luogo, di tempo e di azione, e soltanto quattro personaggi, dei quali uno, il Valletto (o Inserviente), appare per le prime 5 scene, mentre gli altri tre sono costantemente presenti.
Nelle ultime pagine di A porte chiuse, Sartre fa dire al personaggio Garcin, la nota battuta "L'inferno sono gli altri" (in francese "l'enfer, c'est les autres").

## Trama
Il dramma inizia con il Valletto che introduce in una stanza un uomo chiamato Garcin. La stanza non ha né finestre né specchi e si capisce presto che è un luogo dell'inferno.
Garcin viene raggiunto da due donne, Inès ed Estelle. Tutti si aspettano di essere torturati, ma nessun altro entra nella stanza. Pian piano i personaggi comprendono di essere lì per torturarsi a vicenda, cosa che, nonostante ne siano consapevoli, fanno, gli uni tormentando gli altri con domande e commenti sulla loro vita precedente, sui delitti, miserie, desideri e passioni.
I personaggi sono in grado di vedere ciò che accade sulla Terra, nella misura in cui ciò riguarda ancora loro, ma a mano a mano la connessione si fa più labile e le visioni scompaiono, lasciandoli da soli con loro stessi e gli altri due.
Verso la fine del dramma Garcin scopre che la porta è sempre rimasta aperta ma né lui né Inès né Estelle sono ormai in grado di lasciare la stanza, imprigionati nella rete di rapporti che hanno creato.

## Personaggi
Garcin è il primo personaggio ad essere presentato. È un brasiliano, che ha disertato durante la Seconda guerra mondiale e tradito ripetutamente la moglie, arrivando a portarsi le amanti a casa e a farsi cucinare da lei la colazione per entrambi. Dalla stanza vede la moglie suicidarsi dopo la sua morte.
Inizialmente odia Inès perché ella smaschera la sua codardia e tenta di sedurre Estelle. Mano a mano che il dramma procede, comincia a cercare il perdono di Ines, come se solo la sua assoluzione potesse redimerlo.
Inès è il secondo personaggio ad entrare nella stanza. È lesbica e ha sedotto una donna convincendola ad uccidere il marito, che era anche suo cugino. Durante tutto il dramma Inès manipola le opinioni che Estelle e Garcin hanno di sé stessi e degli altri, ed è l'unico personaggio che non nasconde il proprio crimine né permette agli altri di fare altrettanto.
Estelle è una donna dell'alta società che ha sposato il marito per denaro e lo ha tradito con un uomo più giovane.
La relazione con quest'ultimo porta alla nascita di un figlio, che Estelle uccide annegandolo; la morte del bambino causa il suicidio dell'amante. Nel corso del dramma, Estelle cerca di avvicinarsi a Garcin.
Il valletto entra nella stanza con ognuno dei tre personaggi, ma l'unico vero dialogo è con Garcin. Non è chiaro se il valletto svolga la sua mansione per scelta, per nascita o per punizione. Apprendiamo che lo zio è il valletto capo.

## Rappresentazioni
La prima di Huis clos è stata il 27 maggio 1944 al Théâtre du Vieux-Colombier di Parigi, scene di Max Douy, regia di Raymond Rouleau, con Michel Vitold (Garcin), Tania Balachova (Inès), Gaby Sylvia (Estelle), R.J. Chauffard (il valletto).
La prima italiana di A porte chiuse è stata il 18 ottobre 1945 al Teatro Eliseo di Roma per la regia di Luchino Visconti, scene di Mario Chiari; interpreti: Paolo Stoppa (Garcin), Rina Morelli (Ines), Vivi Gioi (Estella), Valentino Bruchi (inserviente).

## Adattamenti
Adattamenti cinematografici:
- Huis clos, regia di Jacqueline Audry (1954)
- Tre individui tanto odio (No Exit), regia di Tad Danielewski (1962)